# کولدینگ
کولدینگ (به دانمارکی: Kolding) یک شهر بندری در شرق شبه‌جزیره یوت لاند در دانمارک است.

## اقتصاد
کولدینگ به‌عنوان مرکز ترابری، بازرگانی و تولیدی شرکت‌های صنعتی پرشمار عمدتاً سازنده قطعات صنعت کشتی‌سازی شناخته می‌شود. صنایع نساجی، ماشین‌آلات و صادرات دام از دیگر فعالیت‌های مهم اقتصادی شهر است.

## جمعیت
این شهر با جمعیت ۵۷٬۰۸۷ نفر (آمار سال ۲۰۱۰) هفتمین شهر بزرگ کشور به شمار می‌رود. جمعیت منطقه شهری کولدینگ برابر با ۸۹٬۰۷۱ نفر است. منطقه شهری کولدینگ جزو ناحیه شهری یوتلاند شرقی با جمعیتی برابر با ۱٫۲ میلیون نفر است.